# Kelmiküla

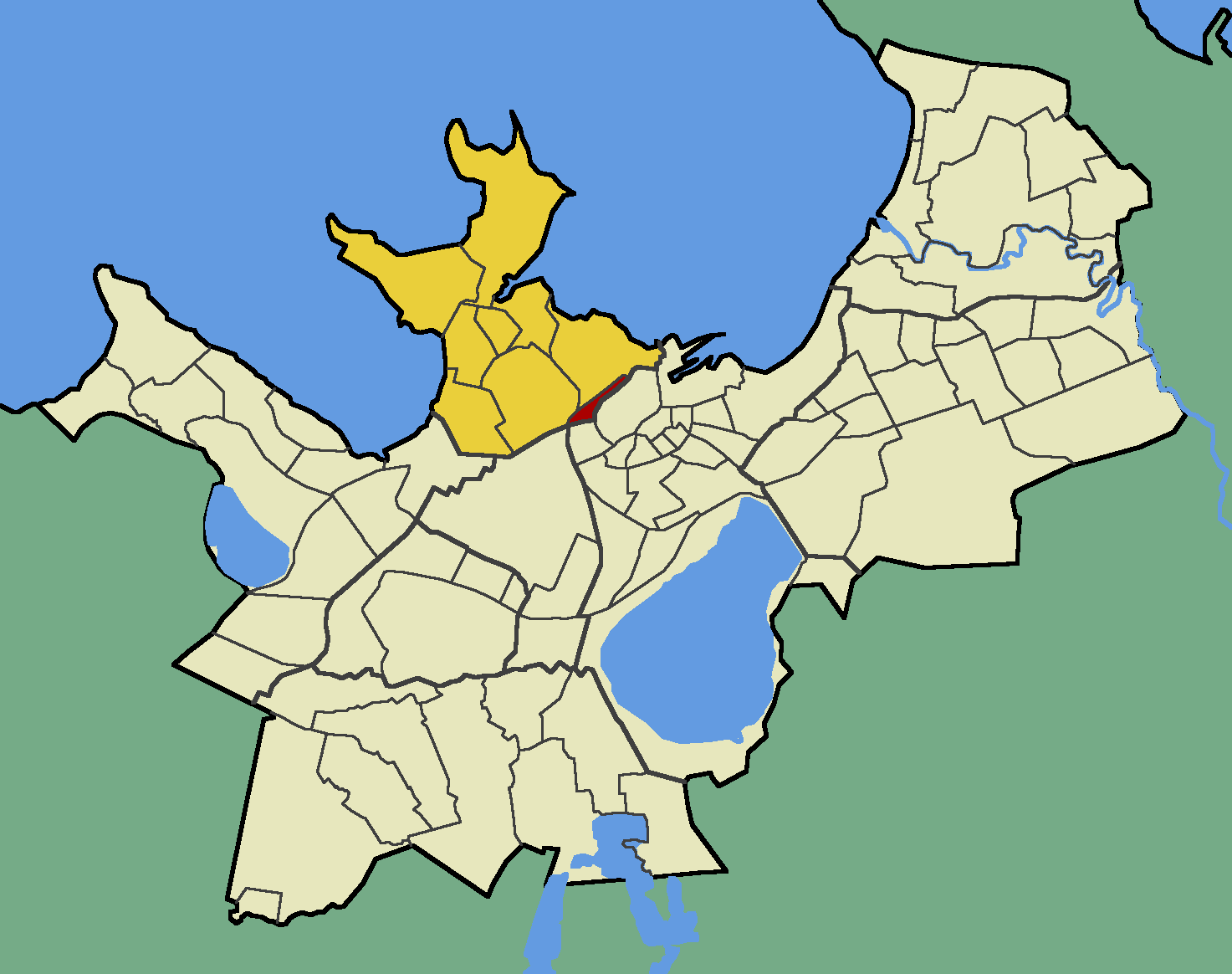
Der Bezirk Kelmiküla (rot) im Tallinner Stadtteil Põhja-Tallinn (gelb)

Kelmiküla (zu Deutsch „Schelmendorf“) ist ein Bezirk (estnisch asum) der estnischen Hauptstadt Tallinn. Er liegt im Stadtteil Põhja-Tallinn („Nord-Tallinn“).

## Beschreibung und Geschichte
Der Stadtbezirk hat 911 Einwohner (Stand 2008).
Historische zwei- bis dreigeschossige Holzhäuser mit einem zentralen Treppenhaus aus Stein wechseln sich mit modernen Neubauten ab, die nach Wiedererlangung der estnischen Unabhängigkeit entstanden sind.
In Kelmiküla liegt unter anderem der Tallinner Hauptbahnhof, der „Baltische Bahnhof“ (Balti jaam). Das ursprüngliche Bahnhofsgebäude entstand an dieser Stelle im Jahr 1870. Nach dessen Abriss wurden 1962 nach zweijähriger Bauzeit die Wartehalle und 1970 das Hauptgebäude des heutigen Bahnhofs mit seinen klaren geometrischen Formen durch Leningrader Architekten fertiggestellt.
Der Bahnhof befindet sich in der Straße Toompuiestee. Ihr historischer deutscher Name lautet Dompromenade. Die Straße wurde 1961 in Juri-Gagarin-Allee (Juri Gagarini puiestee) umbenannt. Heute trägt sie wieder ihren früheren Namen.

## Bilder

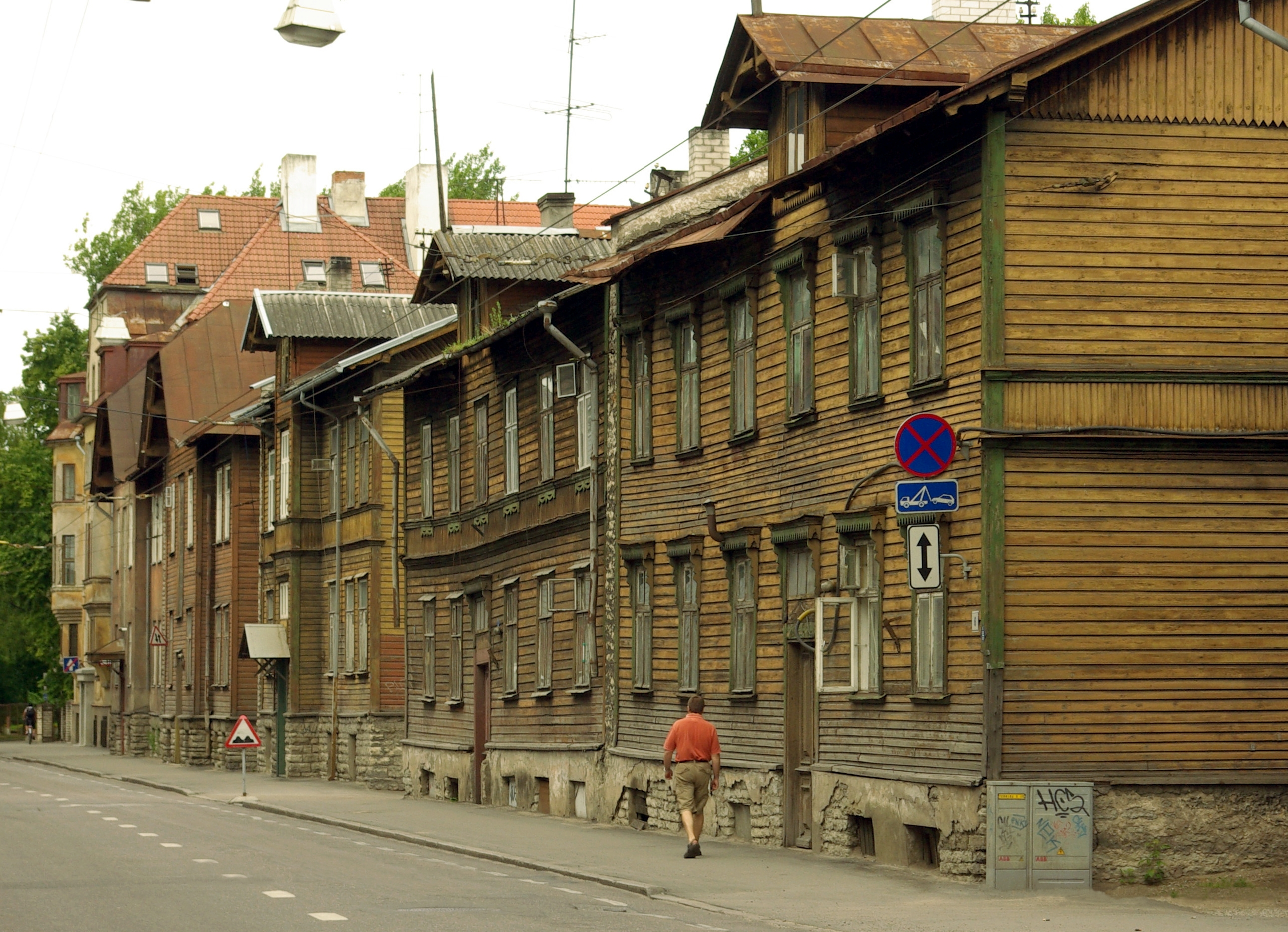
Historische Holzhäuser in der Tehnika-Straße
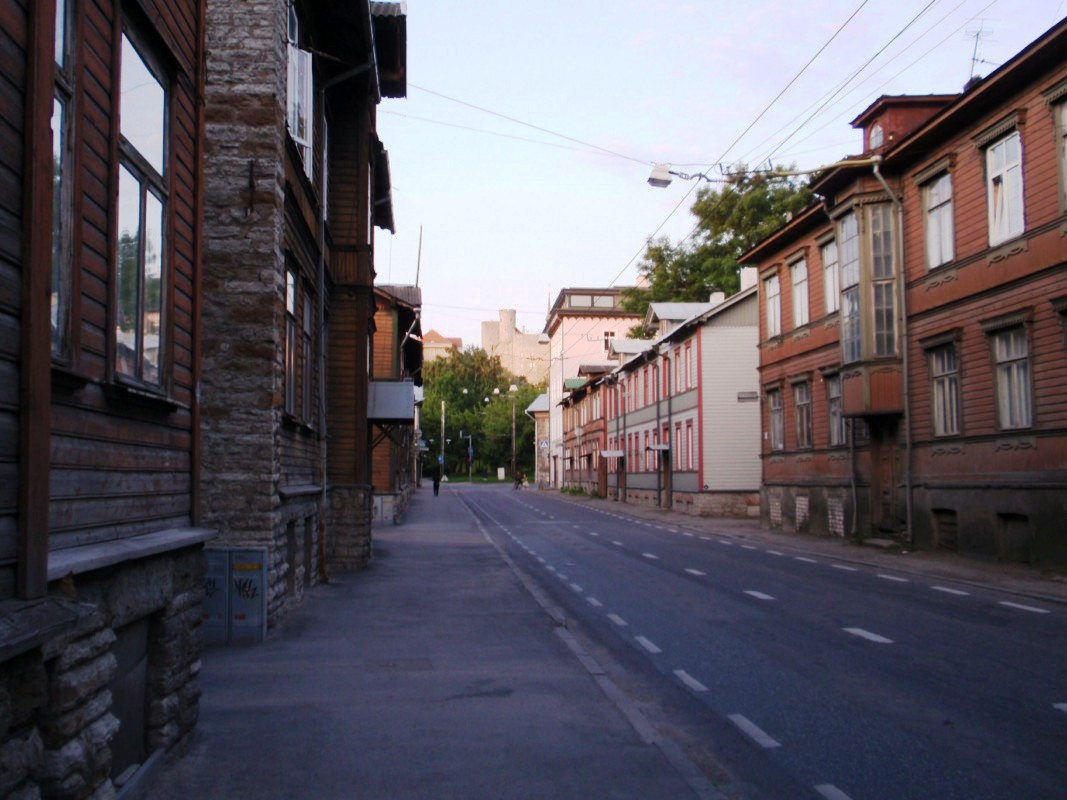
Blick von der Tehnika-Straße zur Burg auf dem Domberg
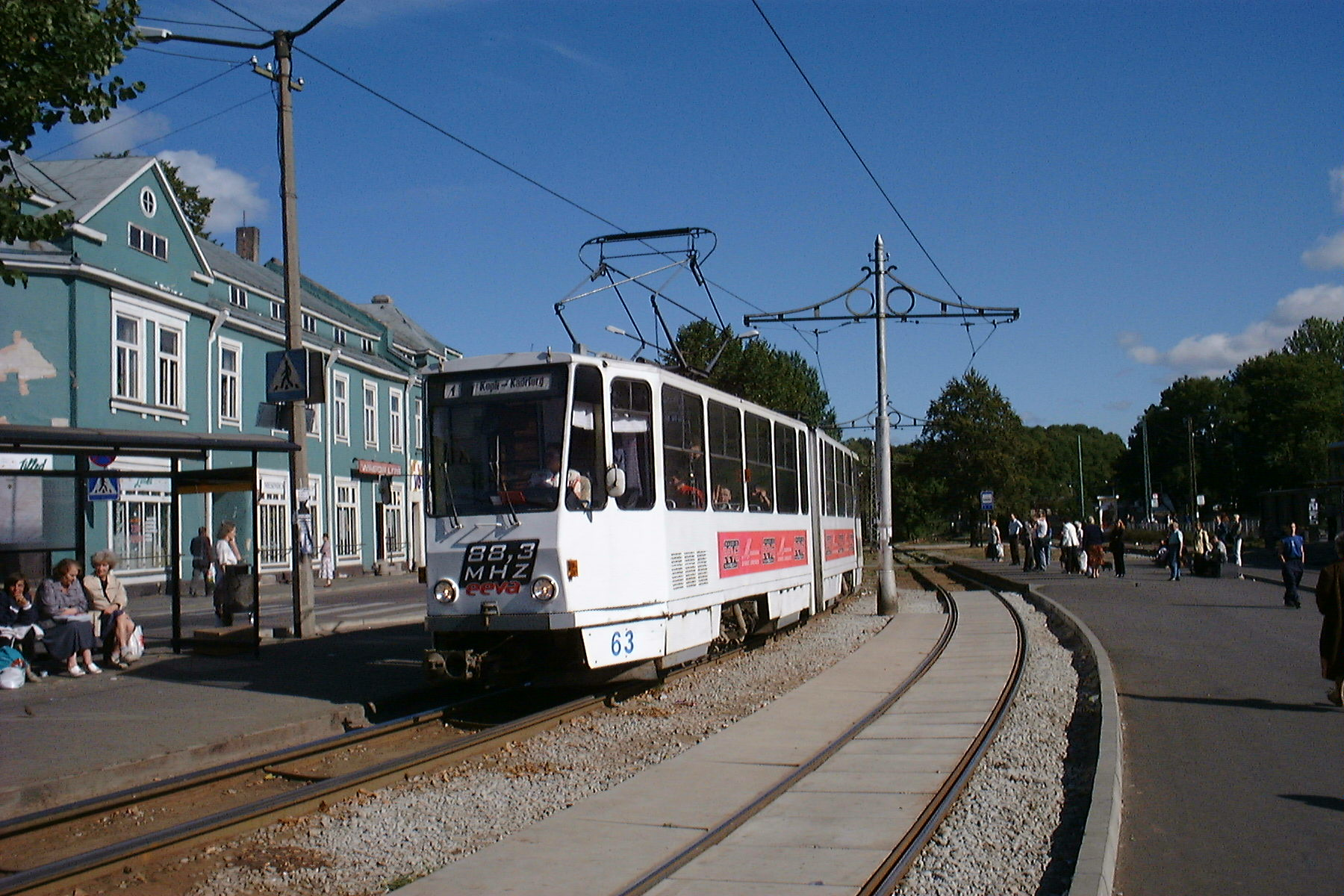
Straßenbahn in Kelmiküla
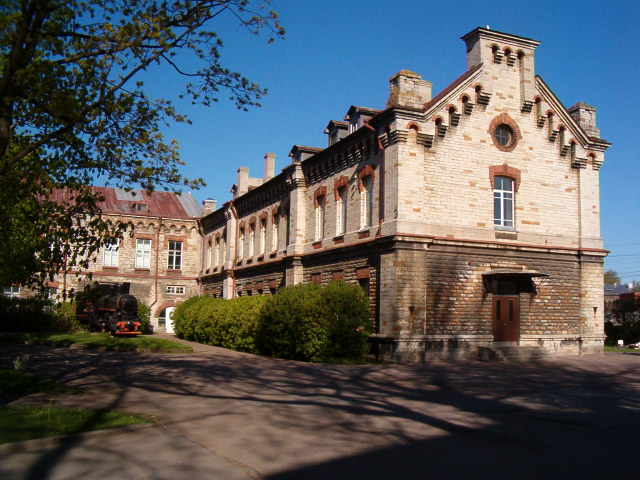
Hauptgebäude der 1880 gegründeten Tallinner Verkehrsberufsschule (Tallinna Transpordikool)
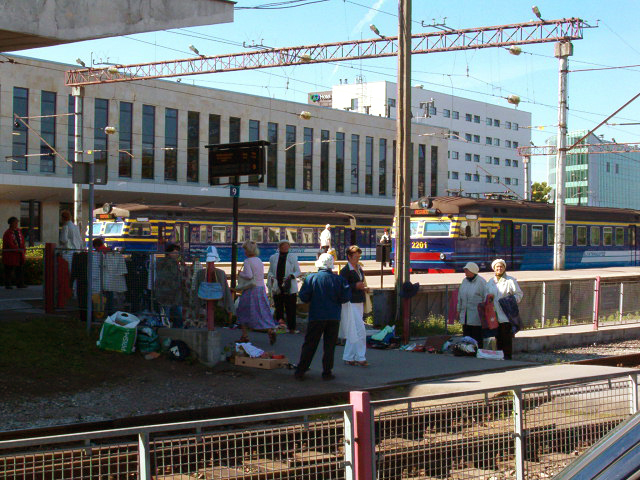
Hauptgebäude und Bahnsteige des Baltischen Bahnhofs
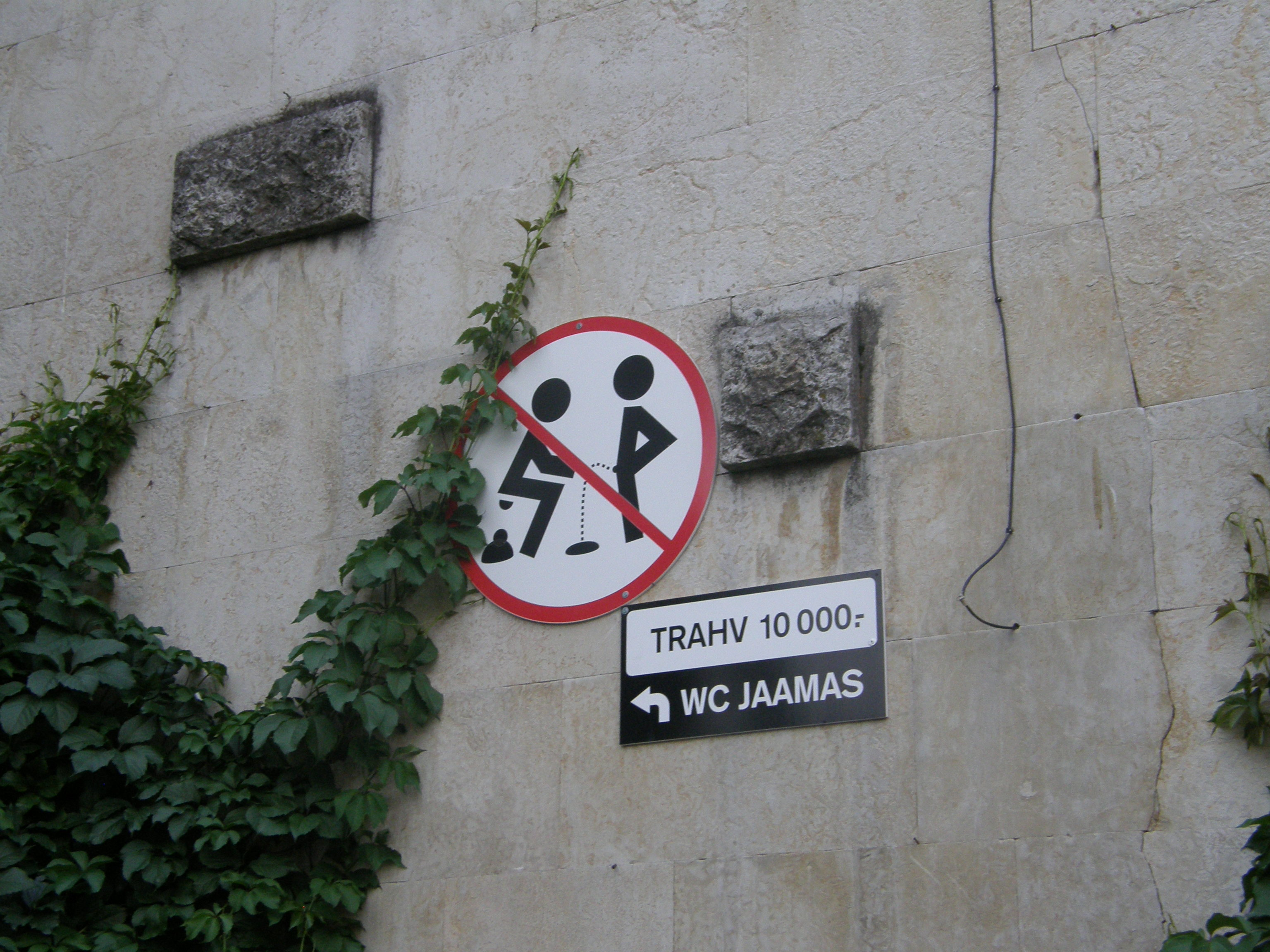
„Erleichtern verboten“ (Strafe: 10.000,- Kronen)